# شهرستان کارولین (ویرجینیا)
شهرستان کارولین، ویرجینیا (به انگلیسی: Caroline County, Virginia) یک سکونتگاه مسکونی در ایالات متحده آمریکا است که در ویرجینیا واقع شده‌است.

## خصوصیات
شهرستان کارولین ۱٬۳۹۰٫۸۳ کیلومترمربع مساحت دارد.